# Liste der Moscheen in Istanbul

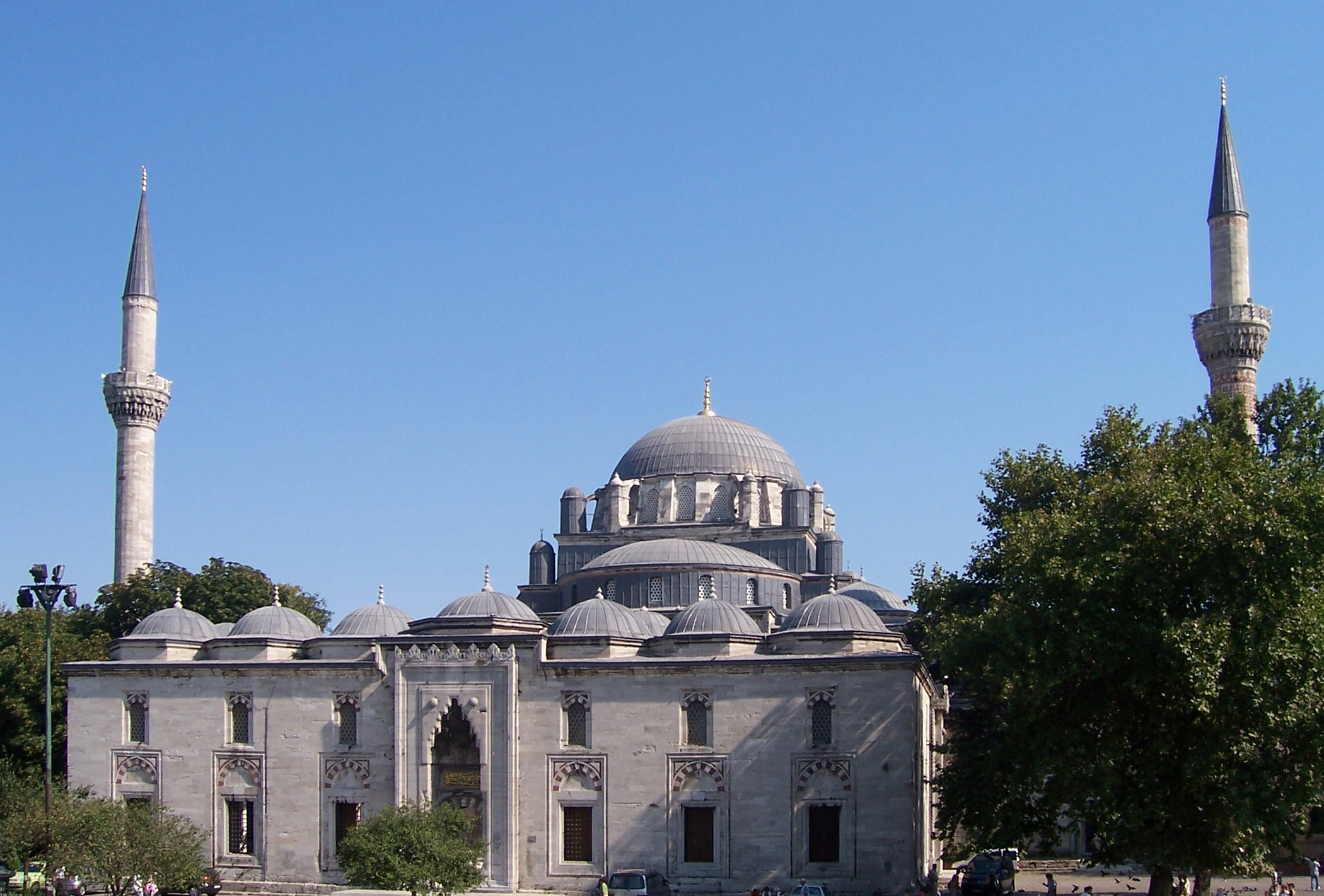
Beyazıt-Moschee

Liste der Moscheen in Istanbul, Türkei

## Istanbul

### A – C
- Abbas Ağa Camii, Aksaray
- Abdülkadir Efendi Mescidi, Eyüp
- Abdülmecit Camii, Topkapı Sarayı
- Abdülvedut Camii, Defterdar
- Abdüsselam Camii, Halıcıoğlu
- Abdi Çelebi Camii, Kocamustafapaşa
- Açbaş Mescidi, Karagümrük
- Ağa Camii, Ahırkapı
- Ağa Camii, Babıali
- Ağa Camii, Beyazıt Mercan
- Ağaçayırı Mescidi, Kocamustafapaşa
- Ağaçkakan Camii, Kocamustafapaşa
- Ağalar Camii, Topkapı Sarayı
- Ahırkapı Mescidi, Ahırkapı
- Ahmet paşa Camii, Çarşamba
- Ahmet Kethüda Camii, Kürkçübaşı
- Akbıyık Camii, Ahırkapı
- Akseki Kemalettin Camii, Hırkaişerif
- Akşemsettin Camii, Hırkaişerif
- Alacamescit, Marpuççular
- Ali Fakih Camii, Kocamustafapaşa
- Ali Paşa Camii, Eyüp

- Alibey Karyesi Mescidi, Kağıthane

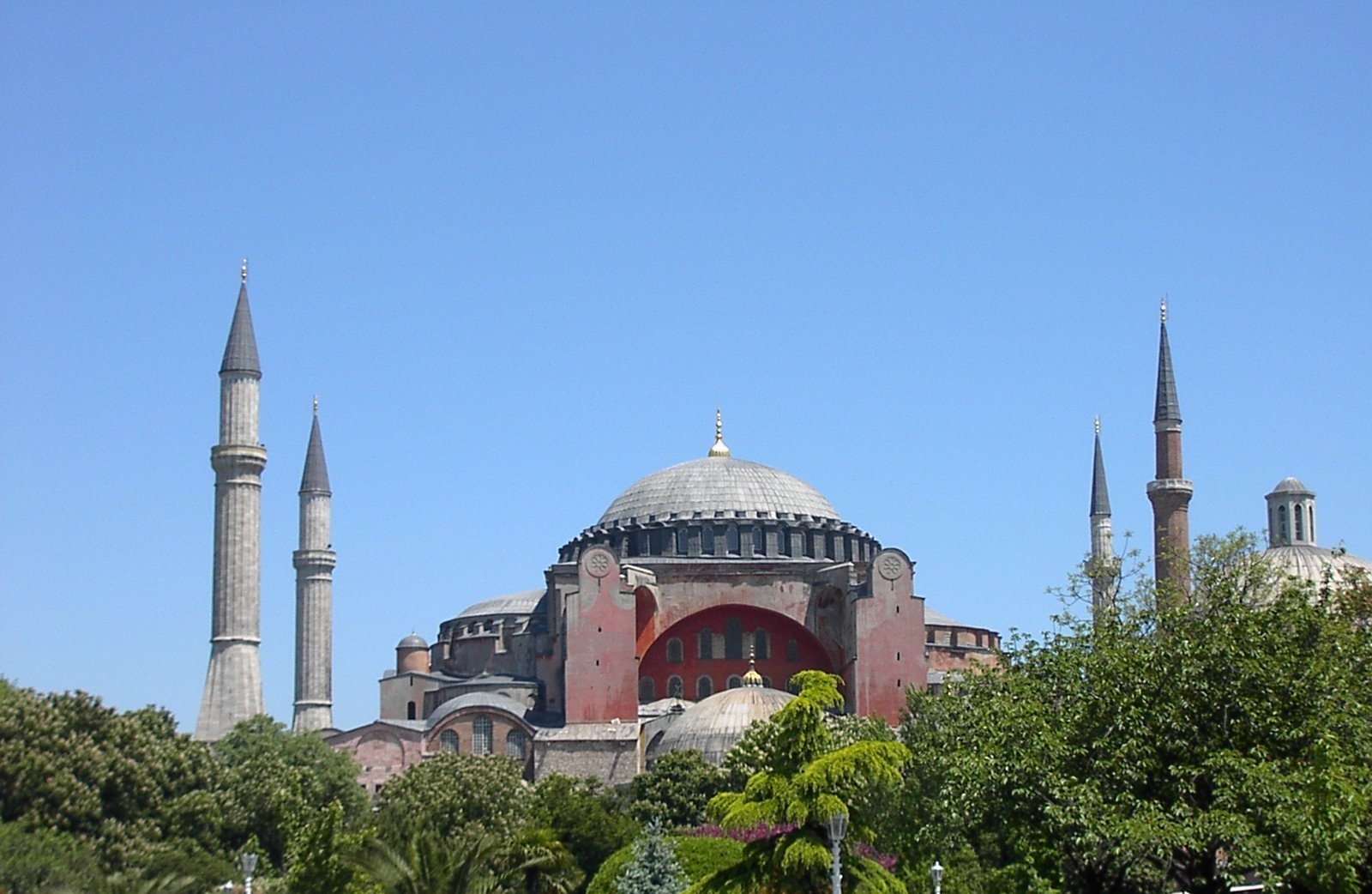
Hagia Sophia / Agiasofia

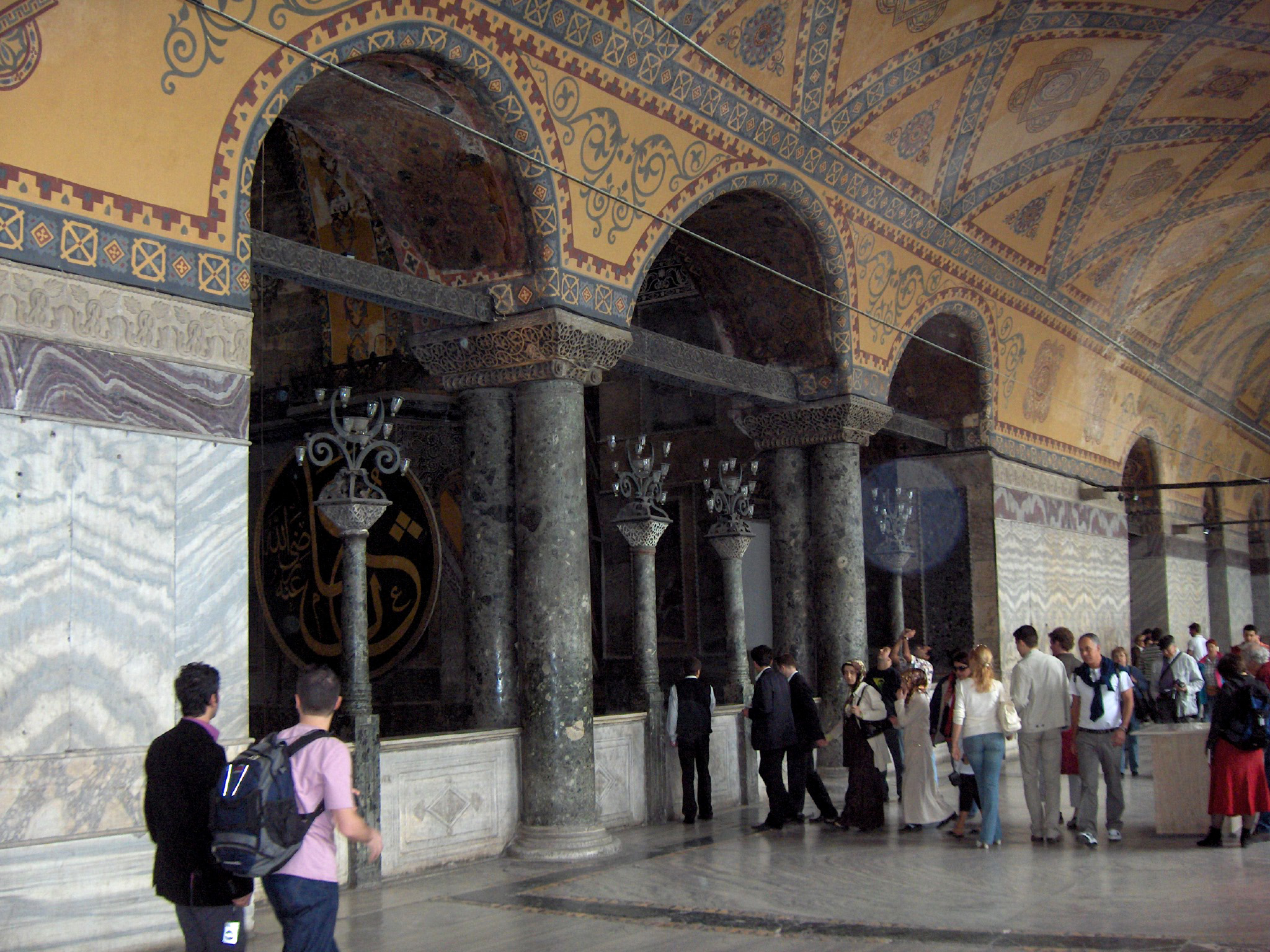
Agiasofia, Loge der Kaiserin

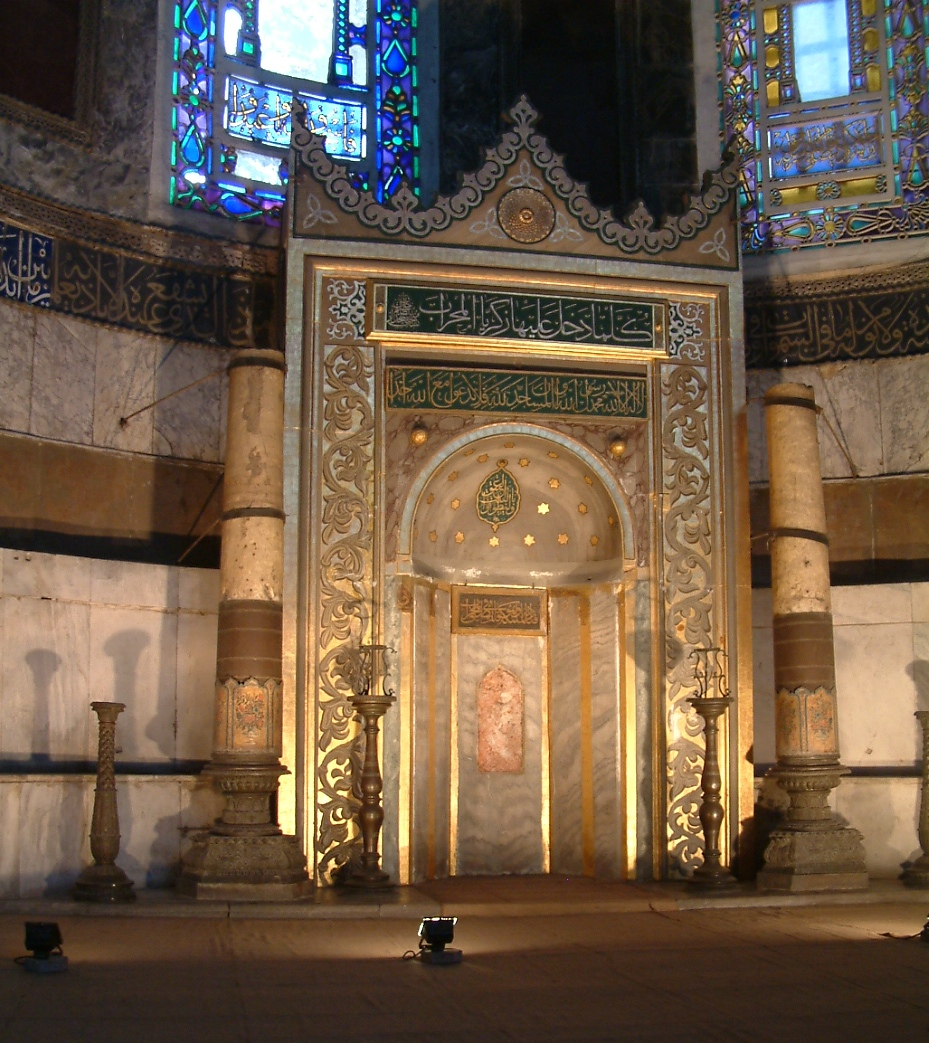
Agiasofia, Mihrab

- Amcazade Hüseyin Paşa Mescidi, Saraçhane
- Arabacı Beyazıt Ağa Camii
- Arabacılar Mescidi, Unkapanı
- Arapkapısı Mescidi, Samatya
- Arpacı Hayreddin Mescidi, Eyüp
- Aşçıbaşı Camii, Otakçılar
- Aşık Paşa Camii, Cibali
- Aşık Paşa tekkesi Mescidi, Fatih
- AtIşalan Camii, Atışalan
- Atik Ali Paşa Camii, Çemberlitaş
- Ayasofya Camii (byzantinische Sophienkirche, 6. Jahrhundert; 1453 in eine Moschee umgewandelt, von 1934 bis 2020 Museum, heute wieder Moschee; 1. Minarett nach 1453 bis 16. Jahrhundert, 4 Minarette)
- Aydınoğlu Mescidi, Salkımsöğüt
- Ayvansaray Mescidi, Ayvansaray

- Baba Haydar Mescidi, Eyüp
- Bala Camii, Silivrikapı
- Balat Camii, Balat
- Balat İskelesi Camii, Balat
- Balçık tekkesi Mescidi, Eyüp
- Bali paşa Camii, Fatih
- Batı Trakya Camii, Zeytinburnu
- Bayazıt-Agha-Moschee, Topkapı
- Bayezid Camii, Bayezid (älteste erhaltene Sultans-Moschee von 1506)
- Bayazıtı cedid Mescidi, Samatya
- Bayrampaşa tekkesi Mescidi, Haseki
- Behram Çavuş Camii, Kadırga
- Bekir Paşa Camii, (Hekimoğlu Ali Paşa Camii yanı)
- Bey Camii, Eyüp
- Beyceğiz Mescidi, Çarşamba
- Bezmialem Valide Sultan Camii, Guraba
- Bezzaziye Mescidi, Uzunçarşı
- Bıçakçı Camii, Fatih
- Bodrrumhanı Camii, Kapalıçarşı
- Bodrum-Moschee, Laleli
- Bodrum-Moschee, Süleymaniye
- Bostan Mescidi, Kadırga
- Burmalı Mescidi, Şehzadebaşı
- Bursa Tekkesi Mescidi, Bahçekapı
- Büyük İskele Camii, Eyüp

- Cafer ağa Mescidi, Şehremini
- Çadırcı Mescidi, Kumkapı
- Çakırağa Camii, Aksaray
- Canbaziye Camii, Cerrahpaşa
- Çatalçeşme Mescidi, Cağaloğlu
- Çavuş Mescidi, Balat
- Cerrah Paşa Camii, Aksaray
- Cerrah Mehmet Paşa Camii, Cerrahpaşa, Fatih
- Cezri-Kasım-Pascha-Moschee, Eyüp
- Cibali Mescidi, Cibali
- Çınar Mescidi, Kocamustafapaşa
- Çırakçı Mescidi, Yavuzselim
- Çırçır Mescidi, Çırçır
- Çilingirler Mescidi, Samatya
- Çivizade Mescidi, Pazartekke
- Çivizade Mescidi, Zeyrek
- Çorlulu Ali Paşa Camii, Çarşıkapı
- Çuhacılar Hanım, Nuruosmaniye
- Çukurbostan Camii, Yavuzselim
- Çukurçeşme Mescidi, Uzunçarşı

### D – I
- Daltaban Mescidi, Aksaray
- Darülhadis Medresesi Mescidi, Eyüp
- Davutpaşa Camii, Davutpaşa*
- Davutpaşa İskelesi Mescidi, Davutpaşa
- Daya Hatun Camii, Mahmutpaşa
- Debbağ Yunus Camii, Yavuzselim
- Defterdar Camii, Eyüp
- Demirhan Mescidi, Zeyrek
- Demirtaş Mescidi, Kantarcılar
- Denizabdal Mescidi, Çapa
- Derviş Ali Camii, Karagümrük
- Deveoğlu Mescidi, Süleymaniye
- Dırağman Camii, Balat

- Dizdariye Camii, Kadırga
- Dökmeciler Camii, Eyüp
- Duhaniye m, Kocamustafapaşa
- Dülgerleroğlu Camii, Fatih

- Emani Mescidi, Eğrikapı
- Emin Sinan Mescidi, Gedikpaşa
- Emir Buhari Mescidi, Sarıgüzel

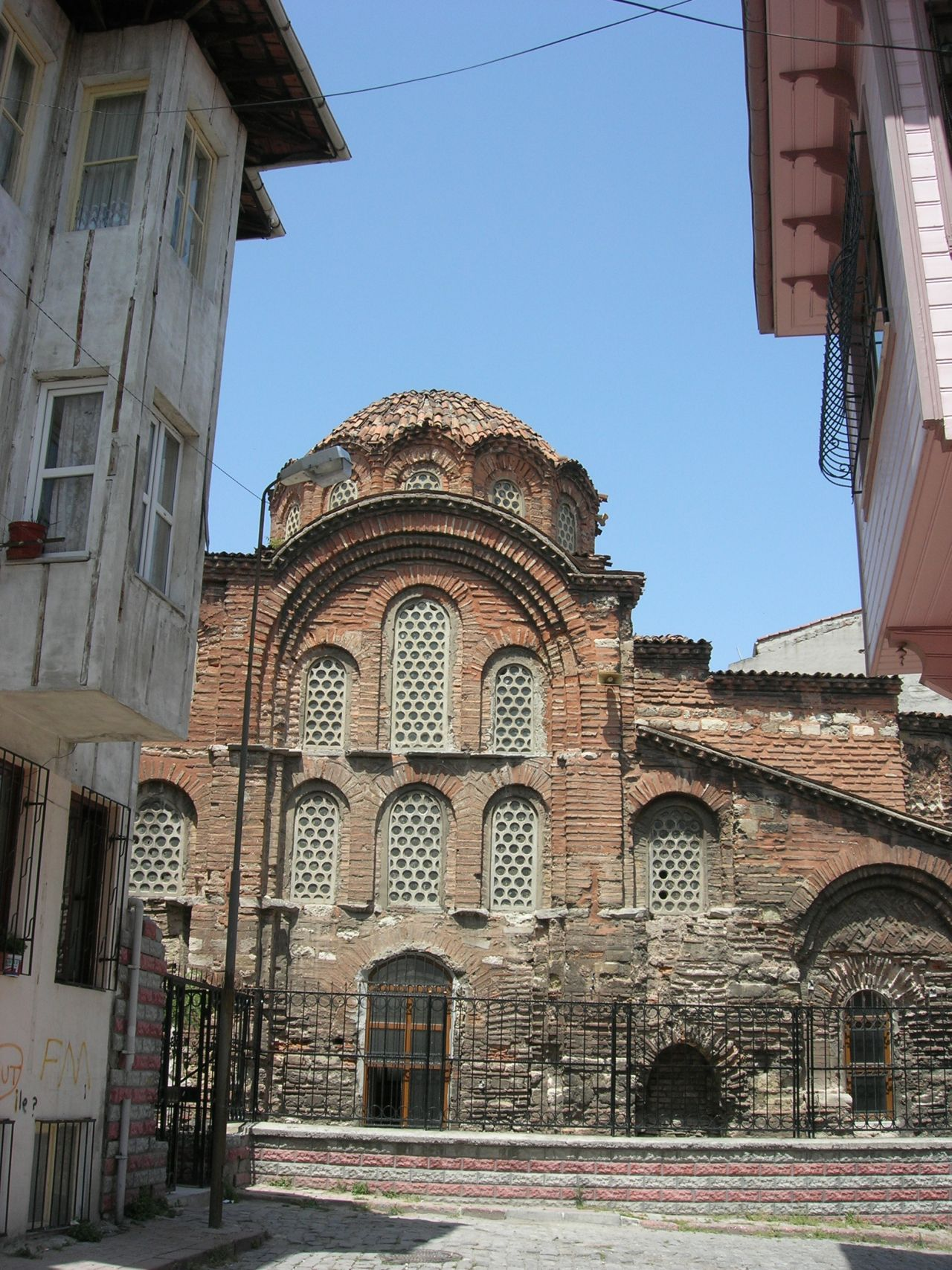
Eski Imaret Camii (Christos Pantepoptes-Kirche)

- Emir Buhari Tekkesi Mescidi, Ayvansaray
- Emir Buhari Tekkesi Mescidi, Unkapanı
- Ereğli Camii, Şehremini
- Ertuğrul Tekke Camii, Yıldız
- Eski İmaret Camii, Fatih
- Etmeydanı Mescidi, Sofular
- Etyemez Tekkesi Mescidi, Samatya

- Evlice Baba Camii, Eyüp
- Eyüp-Sultan-Moschee, Eyüp

- Fatih Camii, Fatih, 1471
- Fatih Camii, Kazlıçeşme
- Fenârî Îsâ  Camii, Fatih
- Fenerkapısı Mescidi, Fener
- Ferhad Paşa Camii, Çatalca
- Fethiye Camii, Fatih
- Firuz Ağa Camii, Divanyolu
- Fuat Paşa Camii, Yerebatan

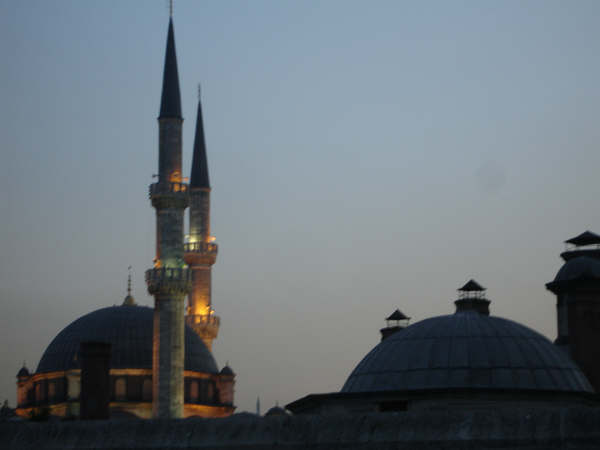
Eyüp Sultan Camii

- Gazi-Ahmet-Pascha-Moschee, Topkapı
- Gedikpaşa Camii
- Gül Camii, Küçükmustafapaşa
- Gülşeni Tekkesi Mescidi, Şehremini
- Güren Camii, Sultanhamam

- Hacı Ali Paşa Camii, Rami
- Hacı Bayram Kaftani Camii, Aksaray
- Hacı Evhat Camii, Yedikule
- Hacı Evliya Camii, Mevlanakapı
- Hacı Hamza Camii, Kocamustafapaşa
- Hacı Hatun Camii, Zeytinburnu
- Hacıhasanzade Mehmet Efendi Mescidi, Çırçır
- Hacıkadın Camii, Samatya
- Hacıkadın Camii, Unkapanı
- Hagia Sophia, Eminönü
- Halıcı Hasan Mescidi, Çarşıkapı
- Handan Ağa Mescidi, Hasköy
- Hasan Halife Camii, Sarıgüzel
- Hasan Hüseyin Mescidi, Edirnekapı
- Haseki-Moschee, Haseki
- Hatice Hatun Camii, Zeytinburnu
- Hatice Sultan Camii, Tekfur Sarayı
- Haydar Ağa Mescidi, Kocamustafapaşa
- Hekimoğlu-Ali-Pascha-Moschee, Hekimoğlu Alipaşa
- Hırka-i Şerif Camii, Fatih
- Hidayet Camii, Eminönü
- Hocapaşa-Moschee, Sirkeci
- Hoşkadem Camii, Şehzadebaşı
- Hubyar Mescidi, Sultanhamam
- Humbaracıyan Kışlası Mescidi, Halıcıoğlu
- Hürrem Çavuş Camii, Fatih
- Hüsam Bey camii, Fatih

- İbnimeddas Mescidi, Başmakçızade Mescidi, Unkapanı
- İbrahim Paşa Camii, Muhsine Hatun Camii, Kumkapı
- İbrahim Paşa Camii, Mercan
- İbrahim Paşa Camii, Silivrikapı
- İbrahim Paşa Darülhadis Mescidi, Şehzadebaşı
- İmam Hanı Mescidi, Bayezid
- İshak-Pascha-Moschee, Ayasofya
- İskender Ağa Camii, Şehremini
- İskender-Pascha-Moschee, Fatih
- İslam Bey Camii, Eyüp
- İsmail Ağa Camii, Çarşamba
- İvaz Efendi Camii, Eğrikapı (1586, Sinan-Moschee)

### K – R
- Kabakulak Mescidi, Hırkaişerif
- Kadı Hüsamettin Camii, Şehzadebaşı
- Kadı Sadi Mescidi, Drağman
- Kadırga nam., Kadırga
- Kağıthane Karyesi Mescidi, Kağıthane
- Kalenderhane-Moschee, Şehzadebaşı
- Kanlı Fırın Mescidi, Eminönü
- Kantarcılar Mescidi, Kantarcılar
- Kapıağası Mescidi, Eyüp
- Kaptan Hasan Paşa Camii, Haydar
- Kaptan İbrahim Paşa Camii, Bayezid
- Kara Derviş Camii, Bakırköy
- Kara Mustafa Paşa Camii, Çarşıkapı

- Karagümrük Mescidi, Karagümrük
- Karaki Mescidi, Sölkımsöğüt

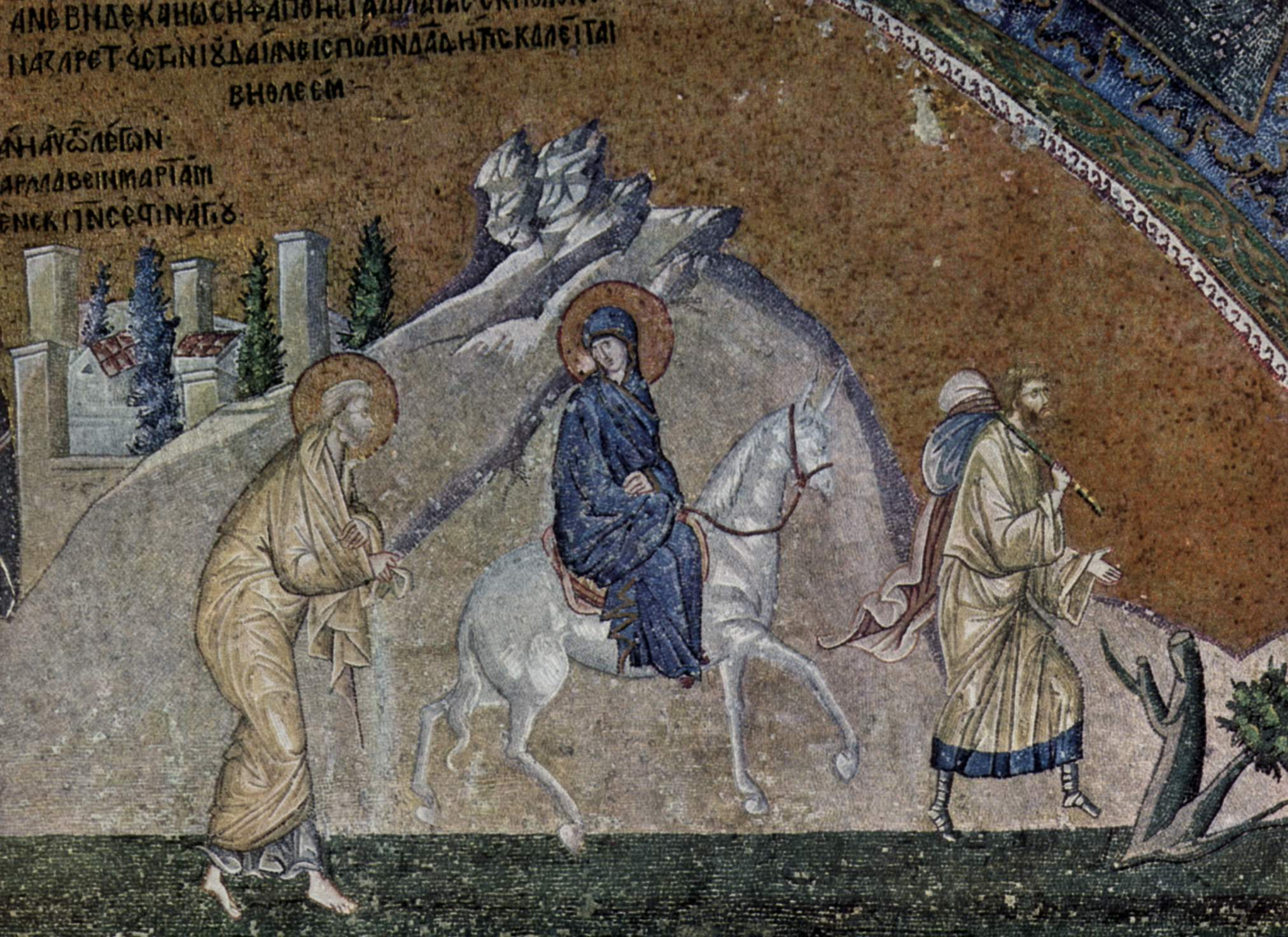
Mosaik in der Chora-Kirche (Reise nach Bethlehem)

- Kariye Camii - Chora-Kirche (4. Jahrhundert), Edirnekapı (heute Museum)
- Kasap İlyas Camii, Samatya
- Kasaplar Mescidi, Yedikule
- Kasım Çavuş Camii, Eyüp
- Katip Kasım Camii, Yenikapı
- Keçeci Mescidi, Hasköy
- Kefeli Camii, Kariye
- Kemal Paşa Camii, Aksaray
- Kepenekçi Sinan Mescidi, Kantarcılar
- Kethüda Kadın Camii, Karagümrük
- Kısırmandıra Camii, Eyüp
- Kızıl Mescidi, Eyüp
- Kızıl Minare Mescidi, Horhor
- Kiçi Hatun Mescidi, Haseki
- Kılıç Ali Paşa Camii
- Vefa Kilise Camii, Vefa
- Kirazlı Mescit, Süleymaniye
- Kiremitçi Mescidi, Hasköy
- Kitabhane Mescidi, Laleli
- Koca Mustafa Paşa Camii, Ayvansaray
- Koruk Mescidi, Şehremini
- Köçek Mescidi, Mahmutpaşa
- Köprülü Mescidi, Çemberlitaş
- Kul Camii, Atpazarı
- Kumrulu mescidi, Fatih
- Kutlutepe Camii, Bakırköy
- Küçük Ayasofya Camii, Küçükayasofya
- Küçük Efendi Camii, Kocamustafapaşa
- Küçükmustafapaşa Mescidi, Küçükmustafapaşa
- Kürkçü Camii, Topkapı

- Kürkçü Mescidi, Balat
- Kürkçübaşı Mescidi, Yedikule

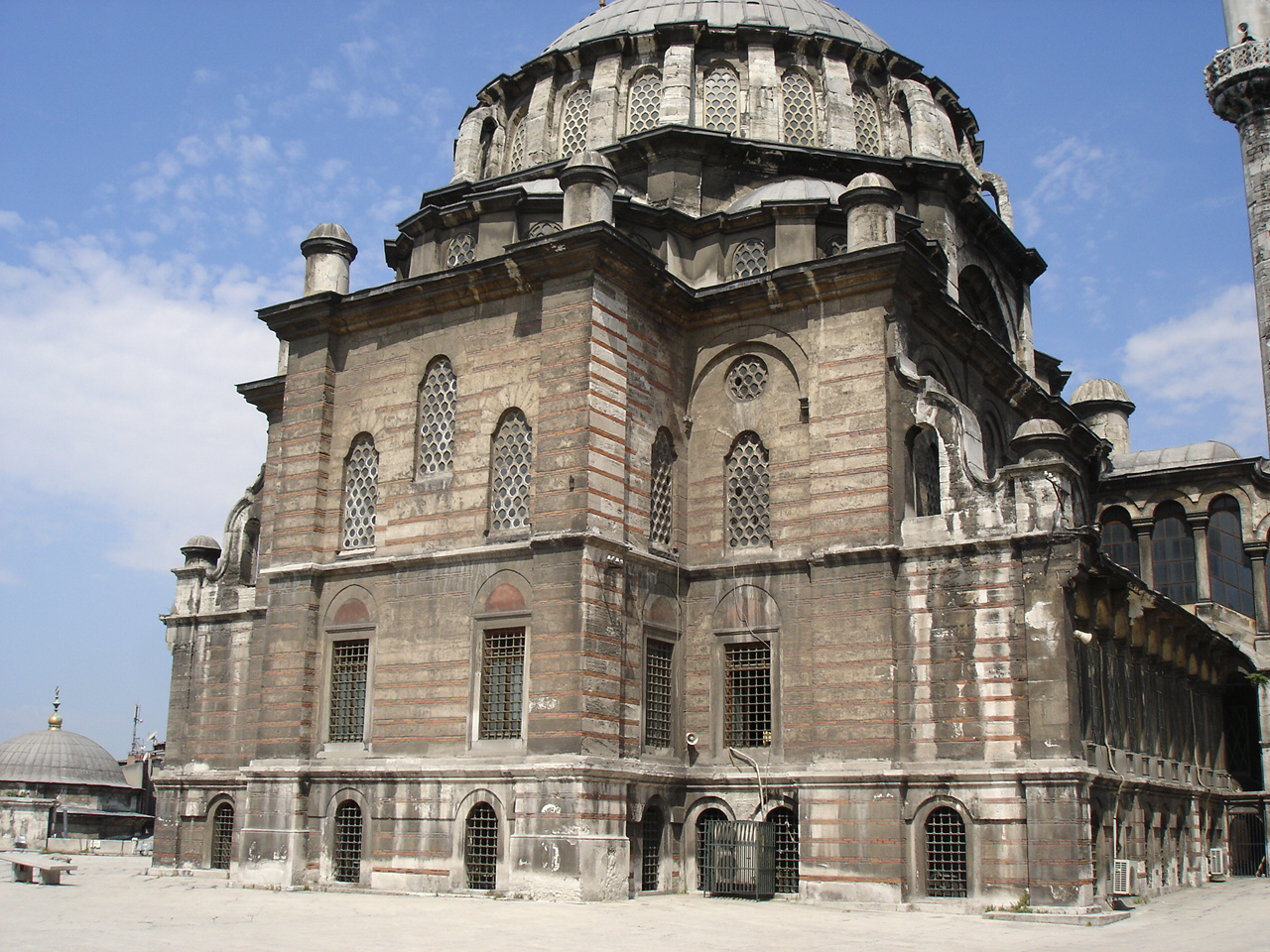
Laleli / Tulpenmoschee

- Laleli Camii (Tulpenmoschee, 1763), Fatih
- Levent Camii, Beşiktaş
- Lütfi Paşa Mescidi, Çapa

- Zal Mahmut Paşa Camii (1590, Sinan-Moschee)
- Makasçılar Mescidi, Çarşıkapı
- Malcı Camii, Yedikule
- Manastır Mescidi, Topkapı
- Mehmet Ağa Camii, Yavuzselim
- Mehmet Paşa Camii, Süleymaniye
- Melek Hatun Camii, Mevlanakapı
- Mercan Ağa Camii, Mercan
- Merdivenli Camii, Kapalıçarşı
- Merkez Efendi Camii, Mevlanakapı sur dışı
- Mesih Mehmed Paşa Camii, Karagümrük, Fatih
- Meşeli Mescidi, Kocamustafapaşa
- Mihrimah Sultan Camii, Edirnekapı, Fatih (Sinan-Moschee)
- Mimar Acem Ali Camii, Mevlanakapı
- Mimar Ağa Mescidi, Vefa
- Mimar Hayreddin Mescidi, Çarşıkapı
- Molla Aşki Mescidi, Balat
- Molla Hüsrev Mescidi, Vefa
- Muameleci Mescidi, Mesihpaşa
- Murat Molla Tekkesi Mescidi, Çarşamba
- Murat Paşa Camii, Aksaray, Fatih
- Murtaza Efendi Tekkesi Camii, Eyüp
- Müftü Ali Mescidi, Küçükmustafapaşa
- Müzevvir Mescidi, Eyüp

- Nallı Mescit, Babıali
- Nazmi Tekkesi Mescidi, Şehremini
- Neslişah Camii, Edirnekapı
- Nişancı Mehmet Paşa c, Kumkapı
- Nişancı-Pascha-Moschee, Fatih
- Nişancılar Camii, Eyüp
- Nuruosmaniye Camii

- Odabaşı Camii, Behruz Ağa Camii, Şehremini
- Orta Camii, Sofular

- Osmaniye Camii, Bakırköy
- Otakçılar Mescidi, Eyüp
- Özbekler Tekkesi Mescidi, Kadırga

- Pazartekke Mescidi, Topkapı

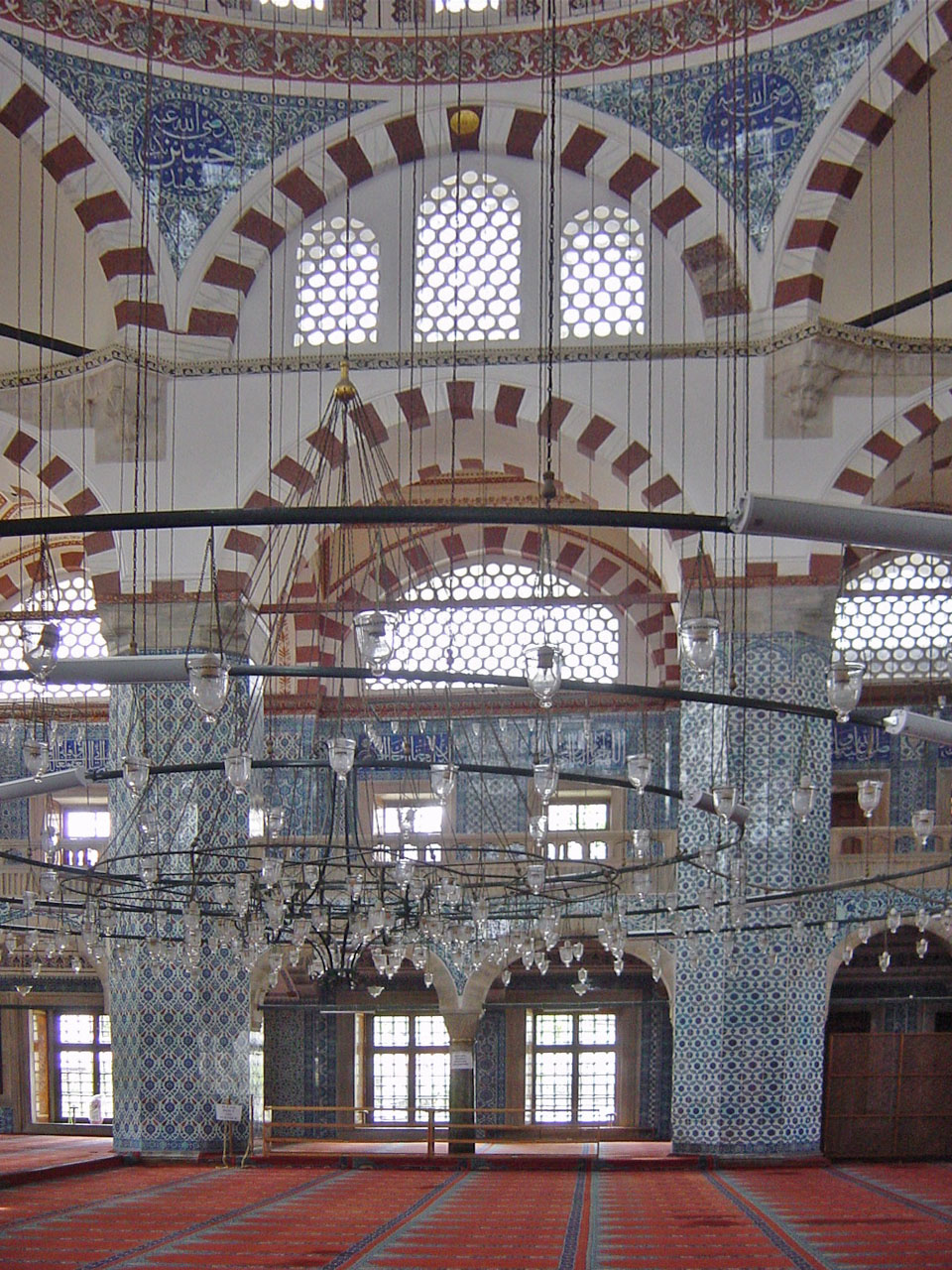
Inneres der Rüstem Paşa Camii

- Pertevniyal Valide Sultan Camii, Aksaray, Fatih
- Piri Paşa Mescidi, Sütlüce
- Ramazan Efendi Camii, Kocamustafapaşa
- Rüstem Paşa Camii, Tahtakale

### S – Z
- Sadabat Camii, Kağıthane
- Sağrıcılar Mescidi, Unkapanı
- Saka Çeşmesi Camii, Çakmakçılar
- Samanveren Mescidi, Uzunçarşı
- Sankiyedim Mescidi, Fatih
- Saraçdoğan Mescidi, Çapa
- Sarı Bayezid Camii, Unkapanı
- Sarmaşık Mescidi, Edirnekapı
- Savak Mescidi, Savaklar

- Sekbanbaşı Mescidi, Koska
- Seyyit Ömer Camii, Altımermer
- Simkeş Mescidi, Şehremini
- Sitti Hatun Mescidi, Silivrikapı
- Sofular Mescidi, Aksaray
- Sofular Mescidi, Eyüp
- Soğanağa Mescidi, Bayezid

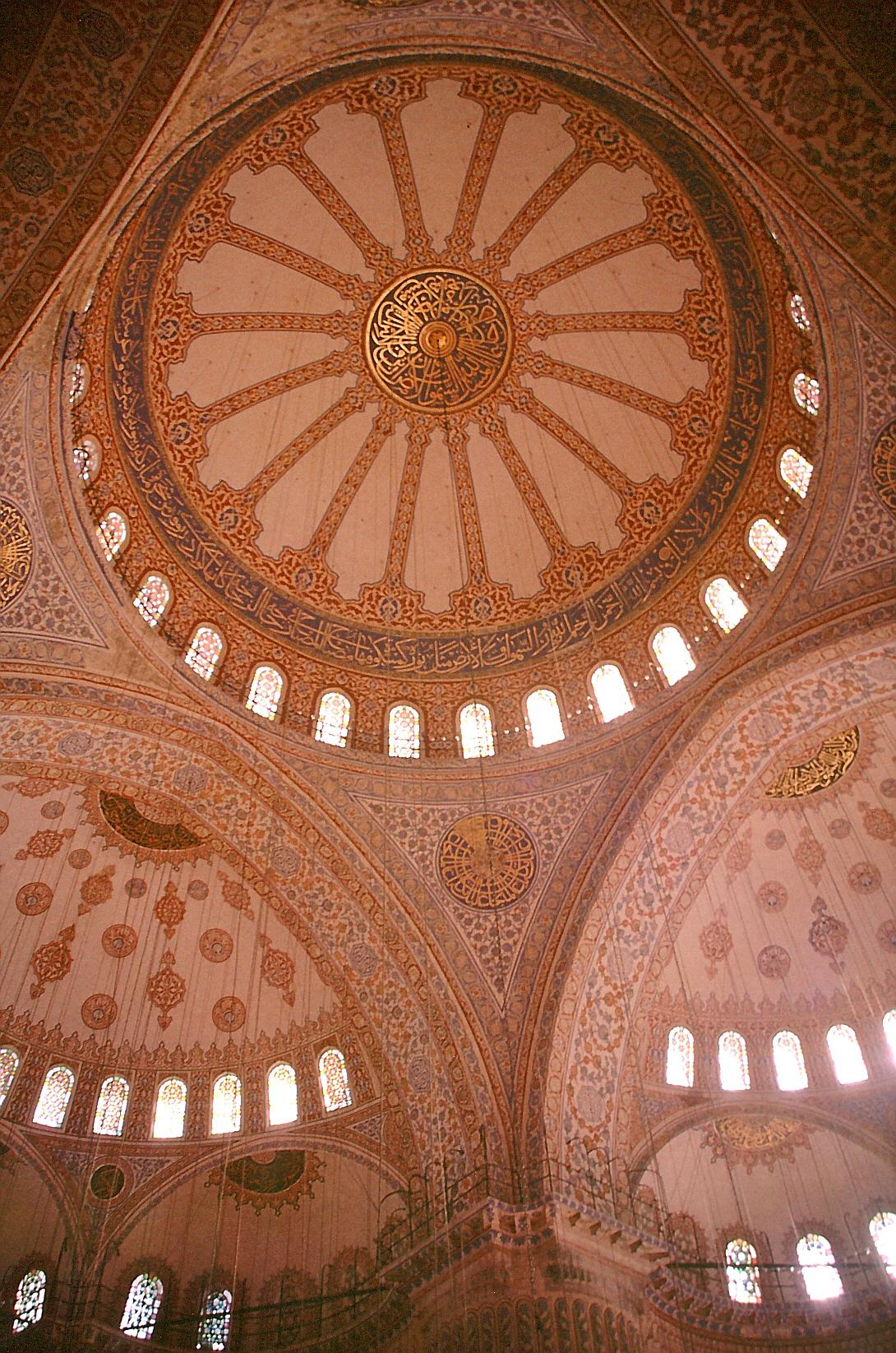
Die Hauptkuppel der Sultan-Ahmed-Moschee

- Sokollu-Mehmed-Pascha-Moschee, Kadırga (1572, Sinan-Moschee)
- Sultanahmet Camii, am Sultanahmet Meydanı, 1616 von dem Schüler Sinans Mehmet Ağa erbaut. Heute auch als Blaue Moschee bekannt.
- Süleymaniye Camii, Süleymaniye (1557, Sinan-Moschee)
- Sümbül Efendi Camii, Kocamustafapaşa
- Sütlüce Camii, Sütlüce

- Şahsultan Camii, Davutpaşa
- Şahsultan Camii, Eyüp
- Şahugeda Mescidi, Langa
- Şehzade-Moschee, Şehzadebaşı, Fatih (1543, Sinan-Moschee)
- Şepsafa Camii, Unkapanı
- Şeyh Murat Camii, Yavuzselim
- Şeyh Süleyman Mescidi, Zeyrek
- Şeyh Vefa Camii, Vefa

- Tahiriye Mescidi, Çırçır
- Tahtaminare Mescidi, Balat
- Taksim Camii, Beyoğlu
- Takyeci Mescidi, Otakçılar
- Takyeci Mescidi, Silivrikapı
- Takyeci Mescidi, Topkapı
- Tantavi Camii, Rami
- Taşlıtarla Camii, Taşlıtarla
- Tatlıkuyu Mescidi, Gedikpaşa
- Tatlıkuyu Mescidi, Guraba
- Tavaşı Mescidi, Kumkapı
- Tekke Mescidi, Cağaloğlu
- Tekneciler Mescidi, Zindankapı
- Telsiz Mescidi, Zeytinburhnu
- Terziler Mescidi, Sultanahmet
- Toklu-Dede-Moschee, ehemals Kirche, zerstört 1929
- Topçular Mescidi, Rami
- Turşucu Camii, Halıcığlu
- Tuti Latif Mescidi, Keçeciler

- Uzunyusuf Mescidi, Mevlanakapı
- Üçmihraplı Cami, Unkapanı

- Üskübiye Mescidi, Yerebatan
- Üsküplü Mescidi, Cibali

- Valdehanı Mescidi, Çakmakçılar
- Veledi Karabaş Mescidi, Mevlanakapı
- Vidoz Mescidi, Davutpaşa

- Yarhisar Mescidi, Fatih
- Yatağan Camii, Eğrikapı
- Yavaşca Şahin Camii, Uzunçarşı

- Yavuzselim Camii
- Yavedut Camii, Defterdar
- Yayla Mescidi, Mevlanakapı
- Yazıcı Camii, Fethiye

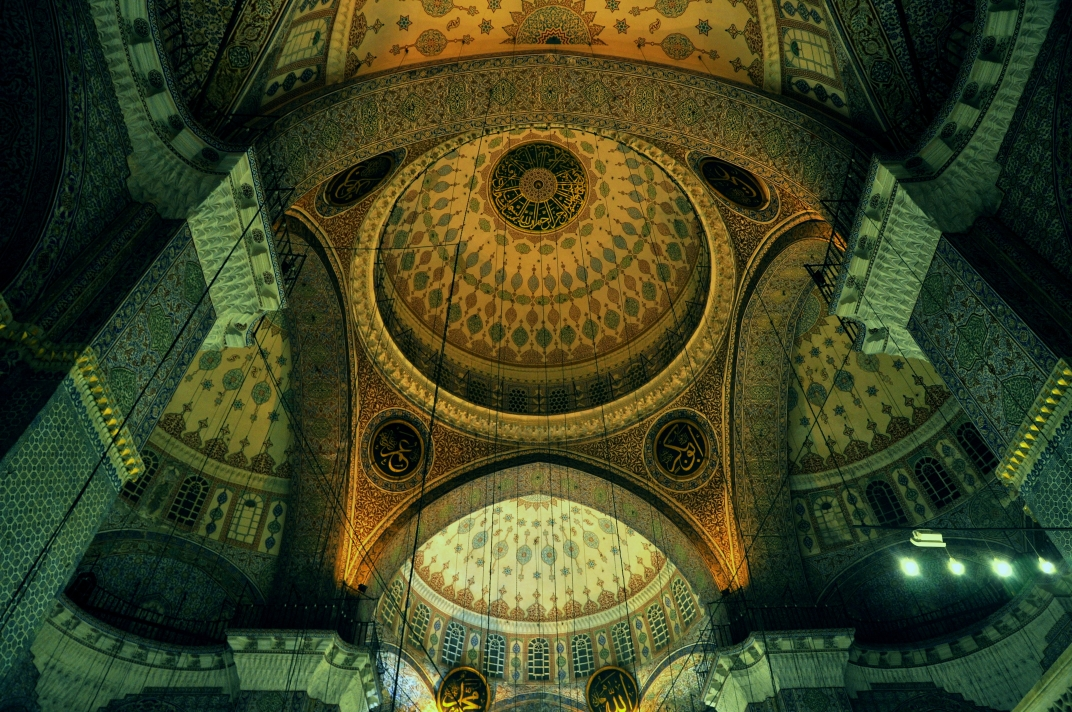
Innenraum der Yeni Cami in Eminönü

- Yeni Cami („Neue Moschee“), Eminönü

- Yenimahalle Mescidi, Eğrikapı
- Yeşilköy Mescidi, Yeşilköy
- Yolgeçen Mescidi, Altımermer

- Zal Mahmut Paşa Camii, Eyüp
- Zeynep Hatun Camii, Eyüp

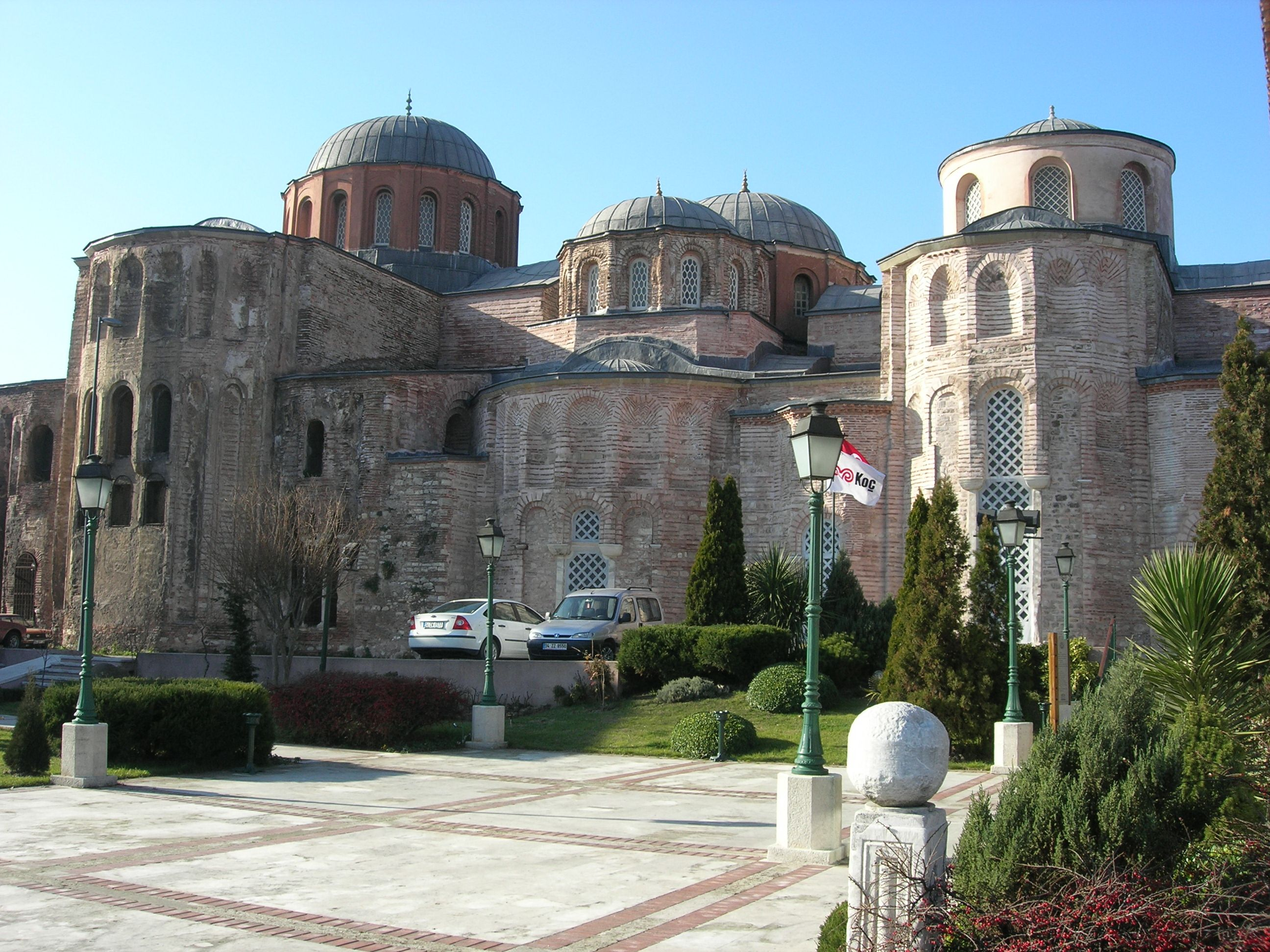
Zeyrek Camii, von links nach rechts: die Apsis der Christus Pantokrator-Kirche, die Kaiserlichen Kapelle, die Kirche der Theotokos Eleousa

- Zeynep-Sultan-Moschee, Gülhane-Park
- Zeyrek Camii (Pantokrator Manastırı Kilisesi), auch Molla Zeyrek Camii
- Zihkirci Mescidi, Altımermer
- Zincirlikuyu Camii, Edirnekapı

## Galata,Beşiktaş,Sarıyer
(Galata/Karaköy und weiter nördlich am Bosporus)
- Abbas Ağa Camii-Beşiktaş
- Afet Yola Camii-Levent
- Ağa Camii-Beyoğlu
- Akarca Mescidi-Fındıklı
- Akbaba Mescidi-Beykoz
- Alaca Mescit-Galata
- Alçakdam Mescidi-Cihangir
- Ali Kethüda Camii-Sarıyer
- Arap-Camii-Galata
- Arap İskelesi Mescidi-Beşiktaş
- Asariye Camii-Çırağan
- Atik-Ali-Pascha-Moschee -İstinye (Sinan-Moschee)
- Ayazağa Köyü Camii-İstinye
- Azapkapı Camii-Galata
- Bağodaları Mescidi-Kabataş
- Bahçeköy Mescidi-Büyükdere
- Baltalimanı Camii
- Bebek Camii
- Bedrettin Mescidi-Kasımpaşa
- Behram Çavuş Camii-Feriköy
- Bostaniçi Mescidi-Tophane
- Cavit Ağa Camii-Ortaköy
- Cendereci Muhittin Camii-Ayazağa
- Cerrah Mahmut Efendi Camii-Büyükdere
- Cihangir Camii
- Çağlayan Camii
- Çanakçılimanı Mescidi-Beşiktaş
- Çorlulu Ali Paşa Camii-Kasımpaşa
- Çubuklu Ocağı Mescidi-Çubuklu
- Çukurcuma Camii-Tophane
- Defterdarburnu Mescidi-Ortaköy
- Derviş Reis Mescidi-İstinye
- Dikilitaş Camii-Balmumcu
- Dolmabahçe-Moschee, Dolmabahçe
- Ekmekçibaşı Mescidi-Akaretler
- Emekyemez Camii-Galata
- Emin Bey Camii-Kasımpaşa
- Emirgan Camii
- Eski Yağkapanı Camii-Galata
- Fındıklı-Moschee - Molla Çelebi Camii (Sinan-M.)
- Firuz Ağa Camii-Tophane
- Gedik Abdi Mescidi-Kasımpaşa
- Güzelce Kasımpaşa Camii-Kasımpaşa
- Hacı Ahmet Camii-Kasımpaşa
- Hacı Hüsrev Camii-Hacıhüsrev
- Hacı Mahmut Efendi Camii-Ortaköy
- Hamam Camii-Rumelihisarı
- Hamidiye Camii-Yıldız
- Hazinedar Mescidi-Serencebey
- Hendek Mescidi-Tophane
- İbadullah Camii-Kasımpaşa
- İskele Camii-Kasımpaşa
- İskele Camii-Rumelihisarı
- Kabataş Camii
- Kadirihan Mescidi-Cihangir
- Kalyoncular Kışlası Camii-Kasımpaşa
- Kamer Hatun Camii-Beyoğlu
- Karabaş Tekkesi Mescidi-Tophane
- Karaimam Mescidi-Kasımpaşa
- Karakaş Mescidi-Rumelikavağı
- Karakethüda Camii-Büyükdere
- Karanlık Mescit-Galata
- Kazancı-Moschee, Taksim, Beyoğlu
- Kemankeş Mustafa Paşa Camii-Galata
- Ketanizade Ömer Paşa Mescidi-Cihangir
- Kılıç Ali Paşa Camii, Tophane, Beyoğlu
- Kireçburnu Camii-Kireçburnu
- Koltukçu Mescidi-Kasımpaşa
- Kurşunlu Mahzen Camii-Galata
- Kurt Çelebi Camii-Kulaksız
- Kurtuluş Camii
- Kuştepe Camii
- Küçük Piyale Mescidi-Kasımpaşa
- Kürkçübaşı Mescidi-Kireçburnu
- Maçka Mescidi-Maçka
- Mecidiye Camii-Çırağan
- Mecidiyeköy-Moschee-Mecidiyeköy
- Meşrutiyet Camii-Şişli
- Muradiye Camii-Nişantaşı
- Muradiye Camii-Okmeydanı
- Neslişah Nescidi-İstinye
- Nimet Abla Camii-Esentepe
- Nusretiye Camii, Tophane, Beyoğlu

- Okçu Musa Camii-Galata
- Okmeydanı Mescidi-Okmeydanı

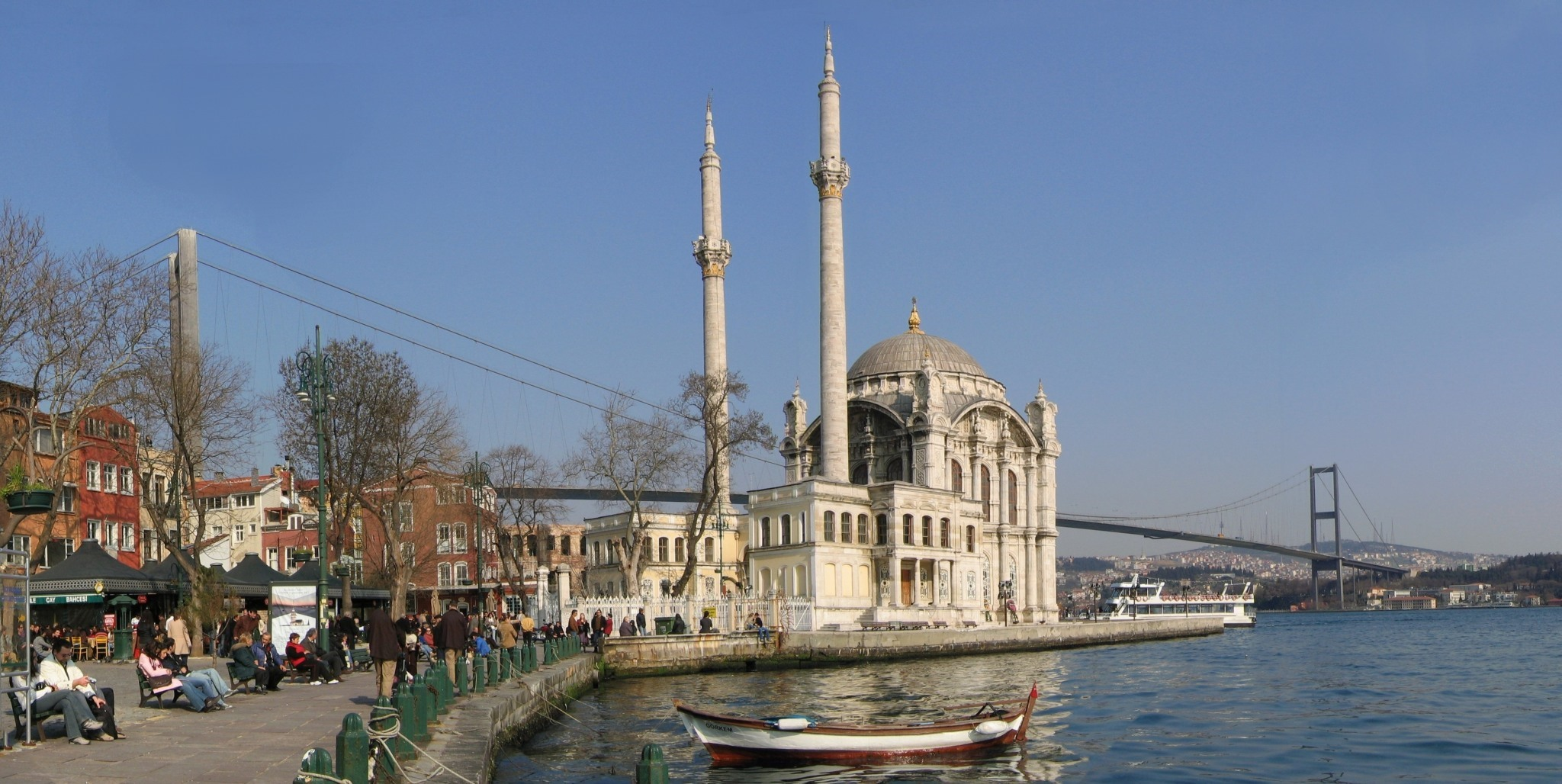
Ortaköy-Moschee, dahinter die südliche / erste Bosporusbrücke

- Orhaniye Kışlası Camii, Yıldız Sarayı, Beşiktaş
- Ortabayır Camii-Gültepe
- Ortaköy-Moschee, Beşiktaş
- Osman Reis Camii-Tarabya
- Palamut Mescidi-Beyoğlu
- Pişmaniye Mescidi-Fındıklı
- Pişmaniye Mescidi-Kasımpaşa
- Piyale-Pascha-Moschee-Kasımpaşa
- Raif Ağa Camii-Maçka
- Reşit Paşa Camii-Emirgan
- Saçlı Emir Efendi Camii-Kulaksız
- Sadık Efendi Mescidi-Beşiktaş
- Sakızağacı Camii-Sakızağacı
- Seferikoz Mescidi-Kasımpaşa
- Selami Efendi Mescidi-Kısıklı
- Sinan Paşa Camii, Beşiktaş (1556, Sinan-M.)
- Sinan Paşa Mescidi-Okmeydanı
- Sirkeci Mescidi-Kulaksız
- Sirkecibaşı Mescidi-Taksim
- Sormagir Odaları Mescidi-Akaretler

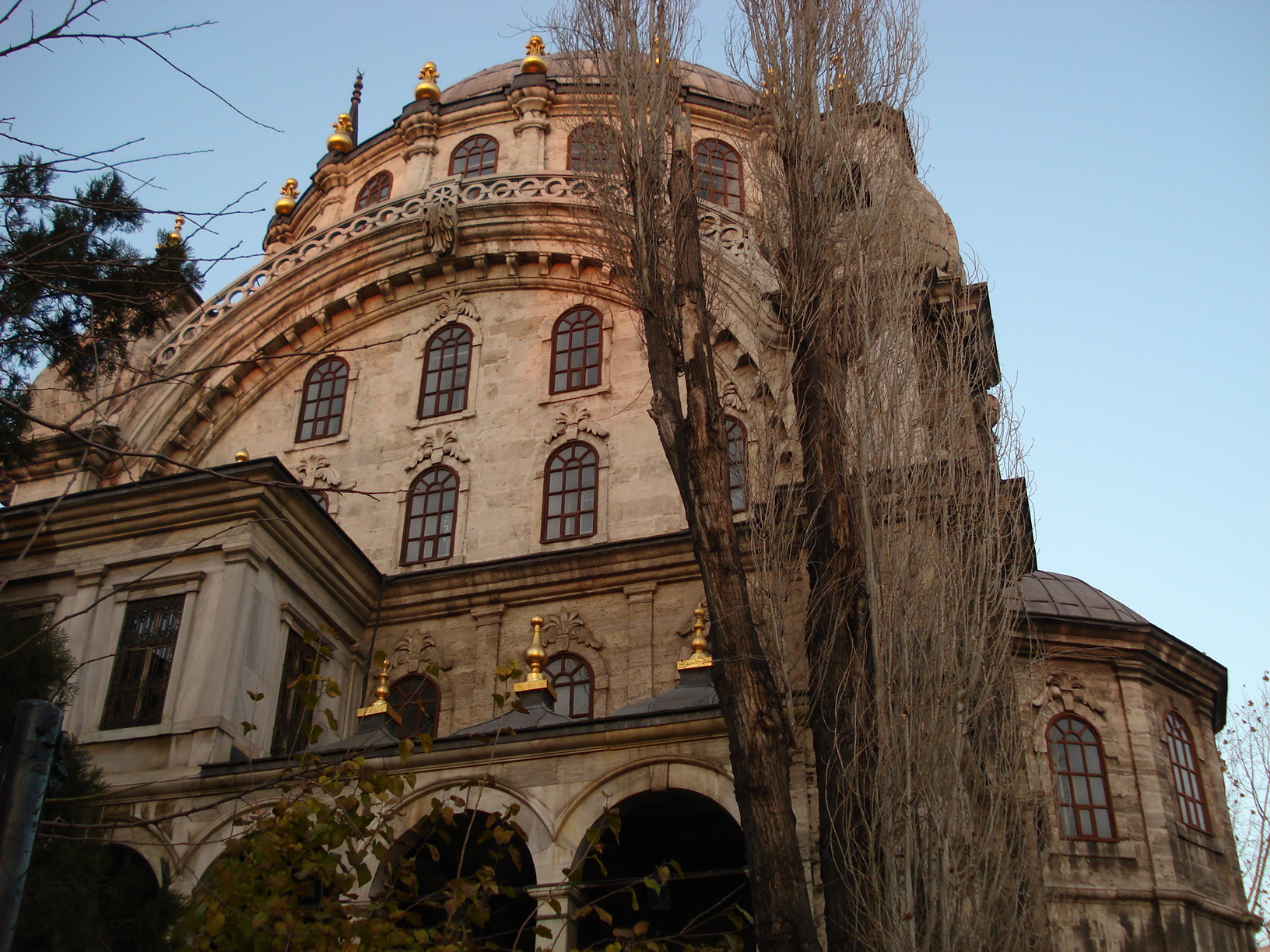
Nusretiye Camii, Tophane

- Sultan Beyazıt Mescidi-Galata
- Süruri Mescidi-Beyoğlu
- Şahkulu Mescidi-Tünel
- Şehsuvar Camii-Kuledibi
- Şişli-Moschee
- Tahtakadı Camii-Kasımpaşa
- Teşvikiye Camii-Nişantaşı
- Tevfikiye Camii-Akıntıburnu
- Tezkereci Camii-Kuruçeşme
- Tumtum Mescidi-Tophane
- Uskumru Köyü Mescidi-Sarıyer
- Uzuncaova Mescidi-Akaretler
- Valide Camii-Rumelikavağı
- Vişnezade Camii-Dolmabahçe

- Yahya Efendi Camii - Beşiktaş
- Yahya Kethüda Camii - Kasımpaşa
- Yeldeğirmeni Mescidi - Kasımpaşa
- Yeraltı Camii - Karaköy
- Zekeriya Köyü Camii - Büyükdere

## Anatolische Seite
(Stadtteile auf der asiatischen Seite von Istanbul)
- Agha-Moschee, Üsküdar
- Ağa Mescidi, Üsküdar
- Ağva Mescidi, Ağva
- Ahmediye Camii, Ahmediye, Üsküdar
- Ahmet Çavuş Camii, Şile
- Ahmet Çelebi Mescidi, Üsküdar
- Ahmetli Köyü Camii, Ahmetli
- Alemdağ Mescidi
- Ali Reis Mescidi, Anadolukavağı
- Altıntepe Camii, Küçükyalı
- Altunizade Camii, Küçükçamlıca, Üsküdar
- Anadoluhisarı Camii, Anadoluhisarı
- Anadolukavağı Mescidi, Anadolukavağı
- Arakiyeci Mescidi, Üsküdar
- Atik Valide Camii, Toptaşı, Üsküdar
- Ayazma Camii, Üsküdar
- Babussaade Ağası Camii, Üsküdar
- Baki Efendi Camii-Üsküdar
- Başıbüyük Köyü Camii-Erenköy
- Beyazıt Kethüda Camii-Kadıköy
- Beykoz Camii
- Bodrumi Ömer Lütfi Efendi Camii-Küçükçamlıca
- Bostancı Camii
- Bulgurlu Mescidi
- Bulgurlu Mescidi-Üsküdar
- Burhaniye Camii-Beylerbeyi
- Bülbülderesi Mescidi-Üsküdar
- Büyükbakkalköy Camii-Kartal
- Cafer Ağa Camii-Kadıköy
- Cumhuriyet Camii-Maltepe
- Çakır Ağa Mescidi-Kadıköy
- Çakırcıbaşı Camii-Doğancılar
- Çamlıca Camii, Büyükçamlıca
- Çavuşoglu Camii-Kartal
- Çengelköy Mescidi
- Çengelköy Mescidi-Dereboyu
- Çınar Camii-Kartal
- Çınar Camii-Küçükyalı
- Çinili Cami-Üsküdar
- Davut Paşa Camii-Üsküdar
- Debbağlar Mescidi-Üsküdar
- Değirmenocağı Mescidi-Anadoluhisarı
- Dereski Mescidi-Dereski

- Emek Camii, Küçükyalı

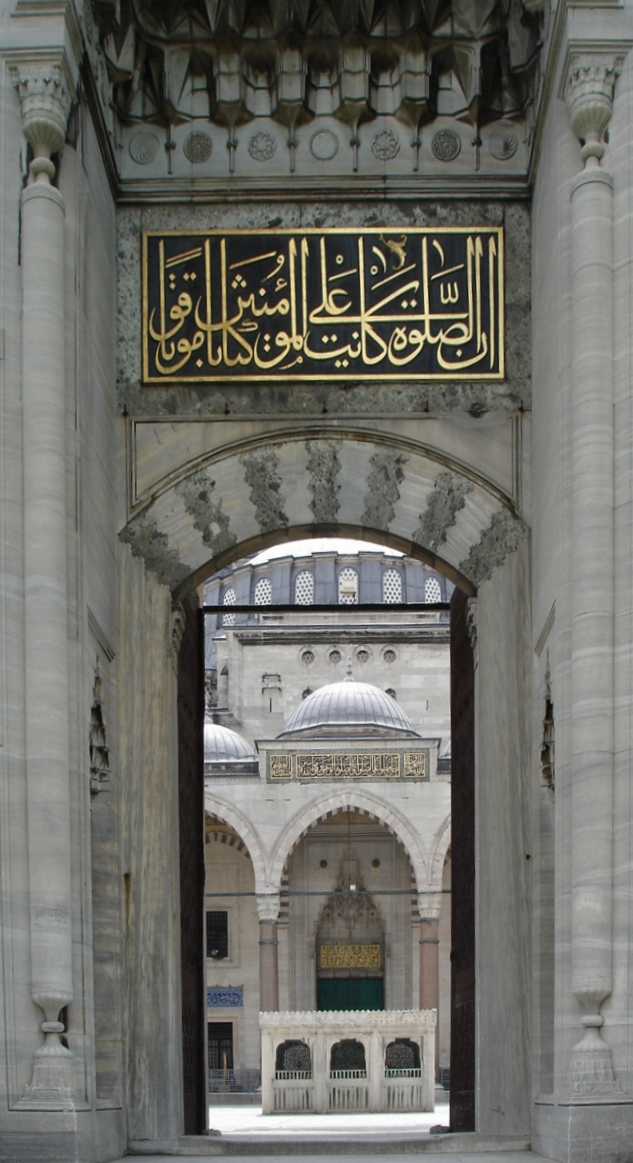
Haupteingang der Süleymaniye Camii

- Emin Ali Paşa Camii, Bostancı, Kadiköy

- Faik Bey Mescidi-Kadıköy
- Faik Paşa Camii-Acıbadem
- Fatih Mescidi-Salacak
- Fatih Namazgahı-Anadoluhisarı
- Fenayi Tekkesi Mescidi-Çavuşbaşı
- Feneryolu Camii
- Feridun Paşa Camii-Üsküdar
- Fıstıklı Mescidi-Beylerbeyi

- Galip Bey Camii-Küçükyalı
- Galip Paşa Camii, Erenköy, Kadıköy
- Göksu Mescidi-Anadoluhisarı
- Gözcübaba Camii, Göztepe
- Göztepe Camii
- Gülfem Hatun Camii-Üsküdar

- Hacı Ömer Mescidi-Çengelköy
- Halis Efendi Camii-Göztepe
- Hasan Paşa Mescidi-Kefeli
- Hatice Hatun Mescidi-Üsküdar
- Haydarpaşa Mescidi-Haydarpaşa
- Hicret Camii-Kartal
- Hüdayi Aziz Mahmut Efendi Camii-Üsküdar
- Hünkar İskelesi Camii-Beykoz
- İbrahim Ağa Çayırı Mescidi-Haydarpaşa
- İbrahim Ağa Camii
- İçerenköy Camii
- İhsaniye Camii-Üsküdar
- İncirkökü Camii-Paşabahçe
- İskender-Pascha-Moschee, Beykoz
- İstavroz Camii-Beylerbeyi

- Kadı Mescidi-Ayaspaşa
- Kandilli Camii
- Kanlıca Camii
- Kaptan Hasan Paşa Camii-Kadıköy
- Kaptan Paşa Camii-Üsküdar
- Karacaahmet Camii-Üsküdar
- Kartal Camii
- Kaymak Mustafa Paşa Camii-Çengelköy
- Kazasker Mescidi-Üsküdar
- Kazasker Camii-Kadıköy
- Kazdalzade Camii-Bağlarbaşı
- Kerime Hatun Camii-Çengelköy
- Kethuda Camii-Kadıköy
- Kıbrıs Şehitler Camii-Kartal
- Kılavuzçayırı Camii-Küçükyalı
- Kısıklı Mescidi
- Kosra Mescidi-Üsküdar
- Kozyatağı Camii, Kozyatağı, Kadıköy
- Kulebahçe Mescidi-Kuleli
- Kumru Mescidi-Üsküdar
- Kurfalı Merkez Camii-Kartal
- Kuzguncuk Camii
- Küçük Selimiye Mescidi-Karacaahmet
- Küçükbakkalköy Mescidi-İçerenköy
- Küçüksu Namazgahı-Küçüksu
- Küçükyalı Merkez Camii-Küçükyalı

- Maltepe Camii-Maltepe
- Meryemzade Mescidi-Beykoz
- Mihrimah Camii-Merdivenköy
- Mihrimah Camii-Üsküdar
- Mihrişah Camii-Boyacıköy
- Mirahur Mescidi-Üsküdar
- Mirzazade Camii-Üsküdar
- Moda Camii-Kadıköy
- Mumcubaşı Mescidi-Sultantepesi
- Nasuh Tekkesi Camii-Doğancılar
- Onikiler Camii-Fikirtepe
- Osman Ağa Camii-Kadıköy
- Paşabahçe Camii
- Paşalimanı Camii-Üsküdar
- Pazarbaşı Mescidi-Üsküdar
- Rasim Paşa Camii-Kadıköy
- Rum Mehmet Paşa Camii-Üsküdar

- Saksuncular Mescidi-Kuleli
- Sarıkadı Karyesi Mescidi-Üsküdar
- Selamiye Camii-Selamsız
- Selimiye Camii-Üsküdar
- Sinan Efendi Mescidi-Anadoluhisarı
- Sinan Efendi Mescidi-Kanlıca
- Sinan Paşa Mescidi-Üsküdar
- Solak Sinan Mescidi-Üsküdar
- Söğütlüçeşme Camii
- Suadiye Camii-Kadıköy
- Sultan Mahmut Camii-Üsküdar
- Sultan Mustafa Camii-Kadıköy
- Süleyman Paşa Camii-Üsküdar
- Şakirin Camii-Üsküdar (Die erste Istanbuler Moschee, die von einer Frau, der Designerin Zeynep Fadıllıoğlu ausgestattet wurde; Architekt Hüsrev Tayla).
- Şemsi Paşa Camii-Üsküdar
- Şeyh Camii-Üsküdar
- Şıfa Camii
- Şuca Ahmet Paşa Camisi-Üsküdar
- Şucağ Bağı Mescidi-Acıbadem
- Takkeci Mescidi-Üsküdar
- Taşçılar Camii-Üsküdar
- Tavaşi Hasan Ağa Camii-Üsküdar
- Tepeköy Camii-Paşabahçe
- Tuğlacı-Moschee, Feneryolu, Kadıköy
- Tunusbağı Mescidi-Üsküdar
- Ümraniye Camii-Ümraniye
- Üryanizade Mescidi-Kuzguncuk
- Vaniköy Camii-Vaniköy
- Yalıköyü Camii-yalıköyü
- Yalıköyü Mescidi-Beykoz
- Yeni Valide Camii-Üsküdar
- Yorus Kale Mescidi-Kavak
- Yuşadağ Mescidi-Yuşâ Tepesi
- Zihni Paşa Camii-Erenköy
- Zühtü-Pascha-Moschee, Kızıltoprak, Kadıköy

## Prinzeninseln
Die Moscheen auf den Prinzeninseln (türkisch Adalar):
- Burgazada Camii
- Büyükada Camii, Büyükada
- Heybeliada Camii
- Kınalıada Camii